# Dąbie (Powiat Krośnieński)
Dąbie (deutsch Gersdorf, früher Gerhardsdorf) ist ein Ort im Powiat Krośnieński der Woiwodschaft Lebus in Polen. Es ist Sitz der gleichnamigen Landgemeinde mit 4923 Einwohnern (Stand 31. Dezember 2020).

## Geschichte
1565 war der Ortsname Görsdorff gebräuchlich, 1644 Giersdorff.
Bis 1945 lag der Ort im Landkreis Crossen, Provinz Brandenburg.
Gegen Ende des Zweiten Weltkriegs wurde die Region mit Gersdorf im Frühjahr 1945 von der Roten Armee besetzt. Nach Kriegsende wurde die Ortschaft unter polnische Verwaltung gestellt. In der Folgezeit  wurde die  gesamte  Bevölkerung vertrieben und durch Polen ersetzt. Gersdorf erhielt den neuen Namen Dąbie.

## Einwohnerzahlen
- 1933: 369[3]
- 1939: 330[3]

## Gemeinde
Zur Landgemeinde (gmina wiejska) Dąbie gehören das Dorf selbst und 15 weitere Dörfer mit Schulzenämtern.